# كوكب (القفر)

تعديل مصدري - تعديل

كوكب محلة تابعة لقرية النجد الأبيض، التابعة لعزلة النخلة بمديرية القفر إحدى مديريات محافظة إب في الجمهورية اليمنية، بلغ تعداد سكانها 42 حسب تعداد اليمن لعام 2004.